# Martín Cauteruccio
Martín Cauteruccio Rodríguez (Rivera, 14 de abril de 1987) é um futebolista uruguaio que atua como Centroavante. Atualmente defende o Bolívar.

## Carreira
Foi revelado pelo Nacional de Montevidéu em 2007 quando foi emprestado ao Central Español mas voltou ao Nacional em 2008 onde ficou até 2009. Em 2010 foi novamente emprestado, dessa vez para o Racing para a disputa da Copa Libertadores da América do mesmo ano, quando marcou 2 gols no torneio. Novamente foi retornou ao Nacional.

## Títulos
San Lorenzo
- Copa Libertadores: 2014
- Supercopa Argentina: 2015